# Tâm lý học pháp y
Tâm lý học pháp y, một lĩnh vực của tâm lý học, liên quan đến việc áp dụng kiến thức và phương pháp tâm lý cho các câu hỏi pháp lý dân sự và hình sự. Theo truyền thống, nó có một định nghĩa rộng cũng như một định nghĩa hẹp. Phân loại rộng hơn nói rằng tâm lý pháp y liên quan đến việc áp dụng tất cả các lĩnh vực nghiên cứu tâm lý học vào lĩnh vực pháp lý, trong khi định nghĩa hẹp hơn đặc trưng cho tâm lý pháp y như là Áp dụng các chuyên ngành lâm sàng cho các tổ chức pháp lý và những người tiếp xúc với pháp luật. Trong khi Hiệp hội Tâm lý học Hoa Kỳ (APA) chính thức công nhận tâm lý pháp y là một chuyên ngành theo định nghĩa hẹp hơn vào năm 2001, Hướng dẫn đặc biệt dành cho các nhà tâm lý pháp y đã được APA thừa nhận trước đó vào năm 1991 đã được sửa đổi vào năm 2013 để bao gồm tất cả các lĩnh vực tâm lý học (ví dụ: xã hội, lâm sàng, thử nghiệm, tư vấn, tâm thần kinh) áp dụng "kiến thức khoa học, kỹ thuật hoặc chuyên ngành tâm lý học vào pháp luật." 
Ngoài tâm lý học pháp y, tâm lý học pháp lý được thực hành trong phạm vi ô của tâm lý học và pháp luật được công nhận bởi Phòng 41 của APA, Hiệp hội Tâm lý học-Luật pháp Hoa Kỳ. Tâm lý học pháp lý, nói chung, tập trung vào nhiều khía cạnh mà tâm lý pháp y tập trung vào giáo dục, đây là cách tâm lý học có thể được áp dụng vào lĩnh vực pháp lý. Do đó, các trường con này thường có thể được sử dụng thay thế cho nhau ngoại trừ tâm lý pháp lý thường không bao gồm các vấn đề lâm sàng trong phạm vi của nó. Những vấn đề này, đặc biệt là những vấn đề liên quan trực tiếp đến sức khỏe tâm thần, được giải thích tốt nhất thông qua tâm lý pháp y.
Bởi vì tâm lý pháp y đan xen rất nhiều với lĩnh vực pháp lý, nó đòi hỏi sự hiểu biết về các nguyên tắc pháp lý cơ bản, chẳng hạn như các nguyên tắc về thực hành pháp lý tiêu chuẩn và tiêu chuẩn được sử dụng bởi các chuyên gia pháp lý, chứng nhận chuyên gia, thẩm quyền và định nghĩa điên rồ, v.v. để có thể giao tiếp hiệu quả với các thẩm phán, luật sư và các chuyên gia pháp lý khác.